# Gomphidia gamblesi
Gomphidia gamblesi – gatunek ważki z rodziny gadziogłówkowatych (Gomphidae).